# 1. FC Lübars
Der 1. FC Lübars ist ein deutscher Mehrspartenverein aus Berlin-Lübars. Bekannteste Sparte im Verein ist die Fußballabteilung, die ihre Heimspiele auf dem Sportplatz Schluchseestraße austrägt.

## Sektion Fußball

### Frauen
1971 nahm die Frauenmannschaft des 1. FCL an der ersten Berliner Meisterschaft teil. Bis heute spielte die erste Mannschaft nie unterhalb der höchsten Berliner Liga. Zu Meisterschaften oder Pokalsiegen reichte es jedoch nie. 1991 qualifizierte sich die Mannschaft als Vizemeister für die damals zweitklassige Oberliga Nordost und wurde in der Premierensaison Vizemeister hinter dem SSV Turbine Potsdam. 1993 wurde man sogar Meister und nahm an der Aufstiegsrunde zur Bundesliga teil. Hier war man jedoch ohne Chance und musste bis auf das 1:1 gegen den FC Rumeln-Kaldenhausen teilweise hohe Niederlagen einstecken. Nach zwei achten Plätzen und einem dritten Platz 1996 musste nach der Saison 1996/97 der Abstieg in die Verbandsliga hingenommen werden.
In den ersten zwei Jahren in der Verbandsliga wurde man Meister, scheiterte jedoch beide Male in der Aufstiegsrunde. Nach der Vizemeisterschaft 2006 wurde die Mannschaft 2007 Berliner Meister, Hallenmeister der Verbandsliga und setzte sich in den Aufstiegsspielen gegen den FSV 02 Schwerin durch. In der folgenden Regionalligasaison legte die Mannschaft einen furiosen Start hin und gewann die Herbstmeisterschaft, am Ende wurde sie Dritter. Im Februar 2009 wurde eine Kooperation mit Hertha BSC bekanntgegeben, die die Bereiche Mannschaftsausstattung und Sponsorenakquise umfasste; fortan spielten die Frauen in den Vereinsfarben von Hertha BSC. Es gelang der Aufstieg in die 2. Frauen-Bundesliga Nord, in der man in der Saison 2014/15 die Meisterschaft gewann; aus finanziellen Gründen wurde jedoch auf den Aufstieg in die Bundesliga verzichtet. Ein Jahr später beendete Hertha BSC die Kooperation.
Der 1. FC Lübars konnte kurzfristig den Berliner AK 07 als neuen Partner gewinnen. Der BAK stieg Ende Juni 2016 aus der Kooperation wieder aus und Lübars verzichtete auf die Lizenz für die 2. Bundesliga. Auch eine Regionalliga-Lizenz wurde nicht beantragt, sodass der Verein in der Saison 2016/17 in der Berlin-Liga spielen wollte. Geldprobleme und abwandernde Spielerinnen zwangen den Verein aber, beide Frauenmannschaften komplett vom Spielbetrieb abzumelden.

### Männer
Der im Jahr 1962 gegründete 1. FC Lübars agierte seit seiner Gründung im unterklassigen Fußball West-Berlins. Erstmalige Kontakte zum höherklassigen Fußball Berlins gelang Lübars 1990 mit dem Aufstieg in die Berliner Landesliga. Bereits in der Auftaktsaison konnte sich der FC Lübars in der neuen Liga vor dem SC Staaken durchsetzen und stieg als Berliner Meister in die neu gegründete Oberliga Nordost auf. In der Oberliga galt Lübars als klarer Abstiegskandidat, verpasste aber mit Stahl Thale hinter dem FC Anhalt Dessau den Klassenerhalt nur knapp.
Den direkten Wiederaufstieg verpasste der FCL in der Folgezeit durch zwei Vizemeisterschaften in der Verbandsliga Berlin. Seit dem im Jahr 1999 erfolgten Abstieg aus der Verbandsliga gelang dem 1. FC Lübars keine Rückkehr in den höherklassigen Fußball mehr. Derzeitige Spielklasse ist die Bezirksliga Berlin (8. Liga).

## Statistik

### Frauen
- Meister der 2. Bundesliga Nord: 2015
- Meister der Oberliga Nordost: 1992/93
- Berliner Meister: 1997/98, 1998/99, 2006/07

### Männer
- Berliner Meister: 1991/92
- Teilnahme Oberliga Nordost: 1992/93
- Ewige Tabelle der Berlin-Liga: 39. Platz

## Personen
- Karim Benyamina
- Shergo Biran
- Cordula Busack
- Franziska Hagemann
- Benjamin Köhler
- Dennis Lemke
- Franziska Liepack
- Sven Kretschmer
- Zsófia Rácz
- Dominik Schmidt
- Jana Sedláčková
- Olaf Seier
- Marco Sejna
- Mairav Shamir
- Mónika Sinka
- Guido Spork
- Erika Szuh
- Gabriella Tóth
- Chantal Willers
- Aylin Yaren